# Hendrickson International
Hendrickson International è un'azienda privata americana con quartier generale presso Woodridge, in Illinois. L´azienda sviluppa e produce sospensioni meccaniche, ad aria e gomma, sistemi di controllo pressione pneumatici, assali ausiliari, balestre paraboliche e multileaf, barre stabilizzatrici, bumpers ed altri componenti per veicoli industriali e commerciali.

## Storia
Hendrickson è stata fondata nel 1913 da Magnus Hendrickson, ingegnere svedese che inizialmente lavorava per Lauth-Juergens, in Ohio. Sempre nel 1913 la produzione è stata spostata a Chicago, dove Hendrickson produceva veicoli industriali completi e componentistica per veicoli industriali.
Nel 1926 Robert Theodore Hendrickson, figlio di Magnus, sviluppò la prima sospensione tandem, e dal 1936 ha iniziato a fornire questa sospensione innovativa, in esclusiva ad International Harvester.
Nel 1948, Hendrickson si spostò a Lyons (Illinois), e si espanse a livello internazionale acquistando aziende che producevano sospensioni in Europa, Canada e Sudamerica.
Nel 1978 è stata acquistata dalla The Boler Company, che ora è ancora la sua holding. Nel 1985 l´azienda ha venduto la parte di azienda che produceva veicoli completi e ha focalizzato il suo business sulle sospensioni.
A partire dal 2006 è "un major supplier di ogni produttore nordamericano di veicoli medi-pesanti e rimorchi, e uno dei market leader del settore anche in Europa e nel resto del mondo".
Ad agosto 2020 ha acquisito le aziende Stemco Motor Wheel brake drum e Crewson brake adjuster brands da Stemco.

## Sedi
In Europa, Hendrickson Commercial Vehicle Systems Europe GmbH ha il suo quartier generale presso Judenburg, in Austria.
I siti produttivi sono ubicati sempre a Judenburg in Austria, in Francia presso gli stabilimenti di Chatenois e Douai, in Romania presso la città di Sibiu, in Polonia presso lo stabilimento di Toruń e nel Regno Unito (Hendrickson United Kingdom Ltd, centro di sviluppo focalizzato sulle sospensioni).